# Liste der politischen Parteien in Bosnien und Herzegowina
Diese Liste gibt einen Überblick über die politischen Parteien in Bosnien und Herzegowina. Dort besteht ein Mehrparteiensystem.

## Die Parteien
Die Parteienlandschaft ist durch die Spaltung des multiethnischen Landes sehr zersplittert. Während die Regierungsparteien relativ überschaubar sind, befinden sich viele unterschiedliche Parteien in der Opposition: Im Jahr 2006 warben 36 Parteien mit über 7.000 Kandidaten um die Wähler.

### Bosnisch-herzegowinische Parteien
- Građanska demokratska stranka („Bürgerliche demokratische Partei“)
- Liberalna demokratska stranka („Liberale demokratische Partei“)
- Stranka penzionera/umirovljenika BiH („Rentnerpartei von Bosnien und Herzegowina“)
- Socijaldemokratska partija Bosne i Hercegovine („Sozialdemokratische Partei Bosnien und Herzegowinas“)
- Radničko-komunistička partija Bosne i Hercegovine („Kommunistische Arbeiterpartei von Bosnien und Herzegowina“)
- Bosanska stranka („Bosnische Partei“)
- Demokratska Narodna Zajednica („Demokratische Volksgemeinschaft“)
- Demokratska fronta BH („Demokratische Front BH“)

### Ethnische bosniakische Parteien
- Stranka demokratske akcije („Partei der demokratischen Aktion“)
- Stranka za Bosnu i Hercegovinu („Partei für Bosnien und Herzegowina“)
- Bosanskohercegovačka Patriotska Stranka („Bosnisch-herzegowinische patriotische Partei“)

### Ethnische bosnisch-serbische Parteien
- Demokratska stranka federalista („Demokratische Partei der Föderalisten“)
- Demokratska stranka RS („Demokratische Partei der Republika Srpska“)
- Demokratski narodni savez („Demokratisches Volksbündnis“)
- Partija demokratskog progresa („Partei des demokratischen Fortschritts“)
- Savez nezavisnih socijaldemokrata („Bündnis unabhängiger Sozialdemokraten“)
- Penzionerska stranka Republike Srpske („Rentnerpartei der Republika Srpska“)
- Srpska Demokratska Stranka („Serbische Demokratische Partei“)
- Srpski narodni savez RS („Serbisches Volksbündnis der Republika Srpska“)
- Srpska radikalna stranka RS („Serbische radikale Partei der Republika Srpska“)
- Socijalistička partija („Sozialistische Partei“)
- Savez narodnog preporoda („Bündnis des bürgerlichen Wandels“)

### Ethnische bosnisch-kroatische Parteien
- Demokršćani („Christdemokraten“)
- Hrvatska kršćanska demokratska unija („Kroatische christlich-demokratische Union“)
- Hrvatska demokratska zajednica Bosne i Hercegovine („Kroatische demokratische Gemeinschaft in Bosnien und Herzegowina“)
- Hrvatska Demokratska Zajednica 1990 („Kroatische demokratische Gemeinschaft 1990“)
- Hrvatska stranka prava („Kroatische Partei des Rechts“)
- Hrvatska seljačka stranka BiH („Kroatische Bauernpartei“)
- Hrvatski pravaški blok („Kroatischer Block des Rechts“)
- Ekonomski blok HDU – Za boljitak („Ökonomischer Block“)
- Nova hrvatska inicijativa („Neue kroatische Initiative“)